# 松鼠沙鮨
松鼠沙鮨，為輻鰭魚綱鱸形目鱸亞目鮨科的其中一種，分布於中東太平洋的加利福尼亞灣海域，棲息深度25-100公尺，體長可達17公分，生活在沙底質海域，為底棲性魚類，屬肉食性，生活習性不明。

## 擴展閱讀
維基物種上的相關：松鼠沙鮨